# Valentin (film)
Valentin è un film del 2002 diretto da Alejandro Agresti.

## Riconoscimenti
- Associazione critici cinematografici argentini Award (Argentinean Film Critics Association Awards)
  - Miglior film
  - Miglior regia
  - Migliore sceneggiatura
  - Migliore scenografia
  - Miglior montaggio
  - Migliore colonna sonora
  - Miglior attore rivelazione (Rodrigo Noya)
- Imagen Foundation Awards
  - Miglior fotografia
- Mar del Plata Film Festival
  - Miglior regia e premio speciale della giuria
- Film Festival dei Paesi Bassi
  - Miglior regia
- Newport International Film Festival
  - Miglior film
- Oslo Films from the South Festival
  - Premio del pubblico